# Asymmetrische Kriegführung
Ein asymmetrischer Krieg ist eine militärische Auseinandersetzung zwischen Parteien, die waffentechnisch, organisatorisch und strategisch stark unterschiedlich ausgerichtet sind. Weil sich die asymmetrische Kriegführung vom gewohnten Bild des Krieges unterscheidet, wird auch die Bezeichnung asymmetrischer Konflikt verwendet.
Typischerweise ist eine der beteiligten Kriegsparteien waffentechnisch und zahlenmäßig so überlegen, dass die andere Kriegspartei militärisch in offen geführten Gefechten nicht gewinnen kann. Langfristig können jedoch nadelstichartige Verluste und Zermürbung durch wiederholte kleinere Angriffe zum Rückzug der überlegenen Partei führen, bedingt auch durch die Überdehnung derer Kräfte. In den meisten Fällen agiert dabei die militärisch überlegene Partei, meist reguläres Militär eines Staates, auf dem Territorium eines anderen Landes und kämpft gegen eine militante Widerstands- bzw. Untergrundbewegung, die sich aus der lokalen Bevölkerung gebildet hat. Diese Form der Kriegsführung wird daher in der älteren Literatur auch als Guerillakrieg(sführung) bezeichnet. Die vermeintlich überlegene Kriegspartei ist daher mit dem Einsatzraum und seiner Bevölkerung nicht vertraut und wird im weiträumigen Einsatzgebiet ihre Kräfte immer nur punktuell ansetzen können. Zudem gerät sie ideologisch oft in eine unterlegene Position und kann auch aus diesem Grund den Kampf nicht gewinnen. Die scheinbar unterlegene Seite hingegen rekrutiert sich zumeist aus der regionalen Bevölkerung immer wieder neu und wird von dieser mit Informationen und logistisch unterstützt.
Sowohl das Phänomen selbst als auch die militärtheoretischen Grundlagen sind seit der Antike bekannt. Beispiele aus dem 20. Jahrhundert sind die Kolonialkriege, in denen nationale Befreiungsbewegungen in Kolonien gewaltsam gegen die jeweiligen Kolonialmächte und ihr Militär vorgingen (siehe auch Guerilla). Seit etwa dem Ende des Kalten Kriegs 1990 taucht der Begriff auch als Unkonventionelle Kriegsführung, der vorher hauptsächlich Fachleuten bekannt war, zunehmend in öffentlichen Debatten auf, verstärkt in Zusammenhang mit der Besetzung des Irak 2003–2011 und dem NATO-Einsatz in Afghanistan (ISAF).
Militärische Konzepte zur Bekämpfung von Untergrund- oder Widerstandsbewegungen durch reguläres Militär werden auch unter dem Begriff Aufstandsbekämpfung (engl. Counterinsurgency oder COIN) zusammengefasst. Weil derartige Konflikte oft jahrelang andauern, ohne dass es zu größeren Kampfhandlungen kommt, werden sie auch als Konflikte niedriger Intensität bezeichnet (englisch Low Intensity Conflict).

## Begriffsgeschichte
Die Bezeichnung „asymmetrische Kriegsführung“ wurde in der Öffentlichkeit bekannt, als nach dem Ende des Kalten Krieges klassische („symmetrische“) Kriege zwischen Staaten in wesentlich geringerem Umfang als der moderne Kleinkrieg die Bedrohungsszenarien vieler Länder bestimmten. Dabei werden im allgemeinen Sprachgebrauch der Terrorismus und Kriegshandlungen in einem auch unerklärten Krieg zwischen zwei Kriegsparteien, von denen eine in der konventionellen Stärke unterlegen ist, gerne synonym genutzt, sie sind jedoch voneinander zu trennen.
Die organisierte Gewaltanwendung des modernen Terrorismus wurde mit der Bildung des Begriffes „asymmetrische Kriegführung“ ebenfalls als Krieg erfasst, obwohl sie sich vom klassischen Waffengang der vergangenen Jahrhunderte stark unterscheidet. Besonders die hegemoniale Position der USA als einzig verbliebener Supermacht wird als „asymmetrisch aus Stärke“ verstanden, während der Terrorismus aus Schwäche zu unorthodoxen Gefechts- und Kampfmethoden greift. In diesem Sinn erscheint der Terrorismus als Fortentwicklung der Partisanenkriegführung, mit dem sich seit ihren Anfängen der spanischen Guerilla gegen die napoleonische Besatzung diejenigen zur Wehr setzen, die in einer offenen Schlacht unterlegen wären. Wesentlich für die Charakterisierung ist, dass eine konventionelle Armee, die einen Krieg nicht gewinnt, verliert, eine Guerilla hingegen im asymmetrischen Krieg gewinnt, wenn sie diesen nicht verliert.
Der Begriff des Partisanen (von italienisch partigiano Parteigänger; vgl. Partei) als eines bewaffneten Kämpfers, der nicht zu den regulären Streitkräften eines Staates gehört, wird in diesem Zusammenhang synonym genutzt, meist jedoch auf irreguläre Kämpfer im Zusammenhang mit den konventionellen Kriegen des 20. Jahrhunderts wie bei den Sowjetischen Partisanen, der Résistance Frankreich oder den „Waldbrüdern“ im Baltikum bezogen.
Das Konzept der asymmetrischen Kriegsführung wurde bereits früh in der Militärtheorie behandelt und während der Kolonialeroberungen sowie der nachfolgenden Kriege der regionalen Bevölkerung gegen die Kolonialtruppen in Südafrika, Namibia, vormals Deutsch-Südwestafrika, Tansania mit Ruanda und Burundi, vormals Deutsch-Ostafrika, sowie in China angewandt.
Johann von Ewald veröffentlichte bereits 1785 in Kassel seine „Abhandlung über den kleinen Krieg“, welche auf seinen Erfahrungen mit den Aufständischen in den nordamerikanischen Kolonien und denen der Amerikaner während des Siebenjährigen Krieges in Nordamerika (insbesondere durch den Einsatz von leichten Truppen unter Robert Rogers) beruhte.
Carl von Clausewitz beschreibt in seinem Buch Vom Kriege im Kapitel Volksbewaffnung ebenfalls das Konzept der asymmetrischen Kriegführung und führt in Vom kleinen Kriege Gefechtshandlungen unter diesen besonderen Bedingungen aus.
Bekannt wurde diese Art der Kriegführung auch durch Thomas Edward Lawrence, bekannt als Lawrence von Arabien, während des Ersten Weltkriegs in Arabien, der die militärische Taktik des Hit and Run anwandte, indem er permanent tiefe Flankenangriffe auf die Versorgungs- und Transportlinien der türkischen Armee des osmanischen Reiches wie die Hedschasbahn und gegen die Osmanische Militärbahn in Palästina unternahm und diese unterbrach. Dabei konnte er die Stadt Aqaba über die Landseite der Wüste Nefud erfolgreich für die britische Armee als Nachschubpunkt erobern.
Mao Zedong systematisierte diese Kriegsführung in den 1920er und 1930er Jahren und orientierte sich dabei an dem antiken Schriftsteller Sun Tsu, der 510 v. Chr. ein Buch über die dreizehn Prinzipien der Kriegsführung verfasst hatte. Ziel seiner Strategie war die konsequente Fehler- und Schwächenauswertung des Feindes bei gleichzeitiger Nutzung kleiner, aus dem Überraschungsmoment operierender Einheiten oder Einzelpersonen. Laut Sun-Tsu war die Strategie durch die zur Verfügung stehenden Mittel zu bestimmen. Ziel war es, mit unterlegenen Mitteln und konsequenter Anwendung dieses Konzepts den Feind empfindlich zu treffen und abschließend endgültig zu schlagen. Ein Vorteil der asymmetrischen Kriegsführung liegt in den geringen Kosten. Eine Guerillatruppe ist in der Lage, mit primitiven und teilweise dem Feind abgenommenen Waffen einen hochgerüsteten Gegner zu bekämpfen. Der Gegner muss zum Schutz seiner Nachschublinien und schützenswerten Objekte einen großen Aufwand betreiben, der hohe Kosten verursacht.
Beispiele für asymmetrische Kriegsführung sind unter anderem der Burmafeldzug der britischen und amerikanischen Armee 1944, der französische Indochina- und der amerikanische Vietnamkrieg, die meisten Kriege und Unabhängigkeitskriege in Afrika, der sowjetische Afghanistankrieg 1979/1989, der amerikanische Krieg in Afghanistan 2001–2021 und der Irak-Krieg 2003 der Vereinigten Staaten, die Kriege Russlands in Tschetschenien oder die palästinensische Intifada, die Bürgerkriege durch teils kommunistische Bewegungen in Mittel- und Südamerika, wie die FARC in Kolumbien, sowie als eine der letzten asymmetrischen Auseinandersetzungen in Mali mit der Opération Serval.
Der Begriff der asymmetrischen Kriegsführung wurde in postsowjetischer Zeit in den Medien zum ersten Mal (in Militärkreisen bereits in den 1960er Jahren) im Zusammenhang mit der Operation Allied Force und der Kriegsführung der jugoslawischen Volksarmee im Jahr 1999 verwendet. Nach dem Krieg wurde festgestellt, dass die Luftangriffe der NATO nur geringe Wirkung zeigten und die Jugoslawische Volksarmee im Krieg gegen die UÇK (kosovarische Befreiungsarmee) nur wenig behinderten. Grund dafür war das Konzept der Verteilung, Tarnung, Deckung und des überraschenden direkten Angriffs auf den Gegner unter Ausnutzung der Geländekenntnisse durch die jugoslawische Armee.
Dieselbe Logik liegt terroristischen Aktivitäten zugrunde. Ein Terrorangriff wie der des 11. September 2001 kostete die Terroristen sehr wenig im Vergleich zu den großen Investitionen im Security-Bereich an den Flughäfen, die aus ihm resultierten.
Der wichtigste Theoretiker dieser Kriegführung in der zweiten Hälfte des 20. Jahrhunderts war der Brasilianer Carlos Marighella. Sein Mini-manual do Guerrilheiro Urbano (Wörtlich: Mini-Handbuch des Stadtguerillero, in deutscher Fassung meist übersetzt als Handbuch des Stadtguerillero), São Paulo 1969, wurde vor allem von westeuropäischen terroristischen Gruppierungen wie zum Beispiel der RAF adaptiert.
Die Asymmetrie der Gefechtsführung fand auch in jedem der Kolonialkriege statt, da die Befreiungsbewegungen oder Guerilla meist waffentechnisch unterlegen waren, in der effektiven Mannstärke gegenüber den Kolonialtruppen wie den Tirailleurs sénégalais oder den Koninklijk Nederlandsch-Indisch Leger überlegen, während diese waffentechnisch immer überlegen waren. Beispiele sind Rifkrieg (1909), Rifkrieg (1921), Italienisch-Äthiopischer Krieg (1895–1896), Schlacht von Tel-el-Kebir und Portugiesischer Kolonialkrieg.

## Strategie der asymmetrischen Kriegführung
Die Varusschlacht, der Angriff von Arminius gegen Varus auf den Schlachtfeldern um den Teutoburger Wald, ist ein typisches Beispiel einer erfolgreichen asymmetrischen Kriegführung, die gezielt die offene Feldschlacht vermied, um den dort überlegenen römischen Gegner in Einzelgefechten aufzureiben.
Die asymmetrische Kriegführung (außerhalb der wissenschaftlichen Diskussion Partisanenkampf genannt) gab es seit jeher. Bereits die Kämpfe der frühen Eidgenossen und Dithmarscher oder noch früher der Slawen (siehe Landnahme der Slawen auf dem Balkan) lassen sich dazu zählen. Hierbei handelte es sich um eine kleine Anzahl unorganisierter Bauernhaufen, die durch ihre hervorragenden Geländekenntnisse wesentliche Vorteile gegenüber den besser ausgerüsteten Rittern zu Pferd hatten.
Auch der bewaffnete Widerstand zum Beispiel in Spanien gegen Napoleon im 19. Jahrhundert oder im Zweiten Weltkrieg gegen Hitler (Résistance) wählte eine asymmetrische Kriegführung ohne wesentliche ethische Zweifel an ihrer Berechtigung. Anders als bei den üblichen Kämpfen außerhalb eng besiedelter Bevölkerungsgebiete sind asymmetrische Kriege aber sehr häufig mit hohen Opferzahlen unter einer eigentlich nicht direkt am Kampf beteiligten Zivilbevölkerung verbunden. Diese bietet eine ausgezeichnete Versteckmöglichkeit für die waffentechnisch schwächere Kriegspartei, bei der technisch immer ausgeklügeltere Systeme moderner hochtechnisierter Armeen zwar kurzfristig erfolgversprechend sind, aber in ihrer Wirkung rasch abstumpfen (vgl. ständige blutige Zwischenfälle in Afghanistan und Irak).
Dieses Verstecken und unerwartete Zuschlagen von asymmetrisch Kriegführenden (Nadelstiche) führt aber bei konsequenter Durchführung innerhalb moderner Armeen rasch zu Frustrationen auf unterer Kommandoebene mit der Gefahr einer Eskalation, die sich dann in plötzlichen Massakern an der Zivilbevölkerung (wie My Lai im Vietnamkrieg) und Nichteinhaltung eines Mindestmaßes an Humanität äußern kann, da der Freischärler ja jederzeit in ihr untertauchen kann und sie gerne als Schutzschild missbraucht. Aus humanitärer Sicht ist damit auch bei kriegführenden Demokratien rasch eine Minderbewertung des menschlichen Lebens zu erwarten, so wie es von der Gegenseite ohnehin regelmäßig praktiziert wird. Auch demokratische Staaten laufen dann Gefahr, ihre eigenen moralischen Ideale zu verraten, indem sie sich derselben Verbrechen schuldig machen wie ihr Guerilla-Gegner. Historisches Beispiel ist der Kampf der französischen Armee im Algerischen Unabhängigkeitskrieg, bei dem es zu etlichen Repressalien gegenüber der einheimischen Bevölkerung als möglichem Unterstützer der Front de Libération Nationale (FLN) und gegen Gefangene der Guerilla kam, nachdem diese ihnen in die Hände gefallene Soldaten, aber auch und vor allem den Franzosen freundlich gesinnte Algerier tötete und französische Zivilisten mit terroristischen Mitteln wie Bomben in Algier angriff.
Kennzeichen von asymmetrischen Kriegshandlungen ist häufig, dass die unterlegene Seite über Rückzugsmöglichkeiten in ein neutrales Land verfügt, in das hinein die andere Seite keine Gefechtshandlungen durchführen will und kann. Beispiele bieten Südvietnam mit Nordvietnam, Laos und Kambodscha; Oman mit Jemen; Algerien mit Tunesien und Marokko; Malaysia mit Indonesien und heute Afghanistan wieder mit Pakistan.
Grundsätzlich gilt, dass die symmetrisch kriegführende Partei der asymmetrisch kriegführenden Partei allgemein überlegen ist, jedoch durch die meist große Fläche punktuell unterlegen, und dass die asymmetrische Kriegspartei das Handeln diktiert, da eine Unterscheidung von Freund und Feind oder Feind und Zivilbevölkerung für die meist im Land fremde Kriegspartei nicht möglich ist.
Auch verschärfte internationale Regelungen zur Schonung menschlichen Lebens in asymmetrischen Konflikten sind kaum in der Praxis durchsetzbar, humanitäre Aspekte bleiben ohne nennenswerte Wirkung. Bewusst wird durch die unterlegene Seite die Nähe zur Zivilbevölkerung gesucht und das Gefecht aus deren Mitte heraus geführt, um der Feuerüberlegenheit der konventionellen Armee zu entgehen. Gleichzeitig werden unter der Zivilbevölkerung dadurch Opfer verursacht, die diese der konventionell kämpfenden eigenen Armee oder Friedenstruppen entfremdet und Kräfte in die Arme der unkonventionell asymmetrisch kämpfenden Kräfte treibt. Der Befehlshaber einer hochtechnisierten Armee sieht dann in jeder Einschränkung der Kriegführung durch humanitäre Regelungen (weil schwer umsetzbar gegen einen Feind, der gänzlich ohne Regeln kämpft) eine Entwertung seiner qualitativen und quantitativen Überlegenheit und lehnt solche Regelungen ab, da sie ihn in seinem taktischen Einsatzspektrum berechenbar machen und dadurch benachteiligen und einschränken. Asymmetrische Kämpfer fühlen sich ohnehin an solche humanitären Regelwerke nicht gebunden, es sei denn, sie können sie gegen den Besatzer propagandistisch nutzen, denn sie sind nicht Vertragspartei in solchen internationalen Regelwerken. Provozierte Gewaltexzesse der konventionellen Armee sind sogar ein ideologisch verwendbares Kampfmittel und daher gar nicht völlig unerwünscht. Hauptleidtragende Gruppe in solchen Konflikten ist aber nicht etwa die Guerillatruppe, sondern regelmäßig die Zivilbevölkerung.
Diese Einstellungen beider asymmetrischen Kriegsparteien sind eine ernsthafte Herausforderung an die Weiterentwicklung und Bewahrung des aktuellen humanitären Völkerrechts auch während eines Krieges, anders als beispielsweise noch 1907 anlässlich der Haager Landkriegsordnung, die von gleichrangigen Kombattanten ausging.
Taktisch geprägt ist unkonventionelle Kriegführung von der unterlegenen Seite meist durch unkonventionelle Spreng- und Brandvorrichtung, Sprengfallen, Hinterhalte oder Feuerüberfälle, seltener Handstreich, wie sie im Einsatzverfahren Jagdkampf angewandt werden, sowie durch Selbstmordattentäter und Autobomben. Da der Gegner durch die Soldaten und Sicherheitskräfte nicht oder selten gesehen werden kann und auch nicht im Gefecht zu stellen ist, wird die Truppe zermürbt. In der asymmetrischen Kriegführung gewinnt die taktische Fernmeldeaufklärung des gegnerischen Truppenfernmeldeverkehrs (Gefechts- und taktischer Fernmeldeverkehr) an Bedeutung, da dieser selten vom Feind geschleiert wird und sich die Fernmeldestelle durch mangelnde Funkdisziplin aufklären lässt, die meist auch gleichzeitig die Position des jeweiligen Gefechts- oder taktischen Führers ist.

### Materielle Unterstützung und Finanzierung von asymmetrischen Kriegsparteien
Meist kann eine asymmetrische Kriegspartei ihren Kampf in einem Staat nur führen, wenn sie aus oder von einem „neutralen“ Nachbarstaat unterstützt wird und dessen Territorium ihr als Rückzugsgebiet dient, in dem keine oder eine sehr begrenzte Bekämpfung der Kriegspartei erfolgt.
Häufig dienen neben der Eroberung von Ressourcen des Kriegslandes Drogenhandel, Elfenbeinwilderei, Geiselnahme und Erpressung mit dem Eintreiben einer Kriegssteuer sowie andere Mittel als Finanzierungsquelle. In neuerer Zeit dient immer mehr die organisierte Kriminalität der Finanzierung unkonventionell asymmetrisch kämpfender Kräfte.

## Terrorismus als Strategie der asymmetrischen Kriegführung
Während die Taktiken des paramilitärischen Kampfes, also das Vorgehen von Partisanenverbänden oder ähnlichem, in erster Linie darauf abzielen, den militärisch überlegenen Gegner mit der Strategie der „Nadelstiche“ kontinuierlich zu schwächen, zu provozieren oder zu demoralisieren, tritt der Terrorismus als offensive Strategie im Rahmen der asymmetrischen Kriegführung auf.
Terroristen ist es möglich, anders als Partisanen- bzw. Guerillaeinheiten unabhängig zu operieren und somit den Krieg in andere Regionen – ja sogar in das entfernte Heimatland des Feindes – hinauszutragen. Die Durchführung erschreckender Anschläge mit möglichst hoher medialer Resonanz soll die Bevölkerung verunsichern und so den politischen Rückhalt der kriegführenden Regierung erschüttern. Durch die direkten Angriffe auf das Zentrum des Feindes wollen Terroristen den Durchhaltewillen der Bevölkerung brechen, die hinter der Streitkraft des überlegenen Gegners steht. Somit findet in dieser Form des Krieges nicht nur eine Asymmetrisierung der Kräfte und Taktiken, sondern auch der Schauplätze und Schlachtfelder statt.

## Der Begriff „asymmetrische Konflikte“
Im Pentagon werden asymmetrische Konflikte rein militärisch als „asymmetric warfare“ definiert. Dies ist eine in Deutschland nicht gebräuchliche Verengung der Sicht auf die Entstehung und Lösungsmöglichkeiten asymmetrischer Konflikte. Zu den heftigsten Kritikern dieser ausschließlich militärischen Betrachtungsweise asymmetrischer Konflikte gehört der US-Oberstleutnant John A. Nagl, der 2004 auch in Falludscha kämpfte. Seine Studie „Counterinsurgency Lessons from Malaya and Vietnam: Learning to Eat Soup with a Knife“ aus dem Jahr 2002 fordert das Pentagon auf, die Anti-Terror-Strategie im Zeitalter asymmetrischer Konflikte zu modernisieren, die, so Nagl, vom Vietnamkrieg über Afghanistan bis zum Irakkrieg allein auf massiver Feuerkraft basiert. Er fordert die Besinnung auf die britischen Erfahrungen in Malaysia, wo General Gerald Templer das Konzept „Winning hearts and minds“ entwickelte und so mit der Kombination von wirtschaftlichen, sozialen, politischen und militärischen Maßnahmen siegte, und wie es auch im Vietnamkrieg als eine von mehreren einander folgenden Strategien durch die US-Armee, jedoch nicht konsequent und zu spät eingesetzt wurden. Aus den Erfahrungen von Vietnam zeigt sich, dass diese frühzeitig und damit rechtzeitig als Handlungsstrategie um die „Herzen“ der Bevölkerung eines Krisengebietes einsetzen muss, bevor sich diese der militärisch unterlegenen Kriegspartei auch durch terroristische Aktionen anschließt. Daher kommt dem lokalen Schutz auch und vor allem der Landbevölkerung und deren wirtschaftlicher Entwicklung bei gleichzeitiger Akzeptanz der Lebensgewohnheiten und der Religion der verschiedenen Bevölkerungsgruppen besondere Bedeutung zu. Wie Afghanistan war Vietnam durch eine nationale politische Gruppe vertreten, mit der sich die lokale vor allem ländliche Bevölkerung nicht identifizierte, so dass eine Parteinahme für die gegnerische Kriegspartei erfolgte.
Die Grunderkenntnisse Templers sind:
1. die Guerillabewegung ist militärisch nicht zu zerschlagen,
2. die Guerillabewegung muss vom Volk getrennt werden,
3. die Entscheidung im asymmetrischen Konflikt fällt auf wirtschaftlichem, sozialem und politischem Gebiet.

Ein weiterer Präzedenzfall für die erfolgreiche Lösung eines asymmetrischen Konflikts mit dem Konzept „Winning Hearts and Minds“ ist der Dhofar-Krieg im Sultanat Oman 1965 bis 1975. In der Provinz Dhofar hatte sich eine etwa 2000 Mann starke kommunistische Guerillagruppe festgesetzt, die im Kalten Krieg von der Sowjetunion und China unterstützt wurde, ihre Basen in der benachbarten Volksdemokratischen Republik Jemen (VDRJ) hatte und in der Monsunzeit in dem dicht bewaldeten und mit Nebel überzogenen Küstengebirge fast ungehindert operieren konnte. Militärisch war die Guerillatruppe auch durch die Rückzugsmöglichkeit in das „neutrale“ Jemen und nach Saudi-Arabien durch die omanischen Streitkräfte nicht zu zerschlagen.
1970 stürzte Sultan Qabus ibn Said seinen Vater und wendete dann konsequent das britische Konzept an, das er an der Militärakademie Sandhurst kennengelernt hatte. Es wurde eine Amnestie erlassen – ein Kämpfer, der überlief, wurde nicht bestraft. Er wurde sofort in eine neu gegründete Miliz des Sultans übernommen, durfte seine Waffen behalten und erhielt einen Sold ausgezahlt. Alle Gebirgsdörfer erhielten eine Anbindung an das Straßennetz und jede Hütte wurde an das Energienetz angeschlossen. In jedem Dorf wurden ein Laden mit westlichen Waren, eine Schule und eine Krankenstation eröffnet. Dann schenkte die Regierung den Dorfbewohnern Kühlschränke und Farbfernsehgeräte. Damit erweckte sie den Wunsch in den Dorfbewohnern, Geld zu verdienen, um sich die neuen verlockenden Waren auch kaufen zu können. Dies war nur möglich, wenn die Dorfbewohner nicht mehr für die Guerilleros kämpften, sondern in den Dienst des Sultans traten. Bis 1975 liefen mehr als 90 Prozent der Guerillakämpfer zum Sultan über. Der Rest wurde in asymmetrischen Aktionen der omanischen Streitkräfte und des britischen SAS zerschlagen, weil Guerillabewegung und Volk nun getrennt waren.

## Film und Fernsehen
- Schlacht um Algier (I/DZ 1966, Regie: Gillo Pontecorvo)
- Der unsichtbare Aufstand (F/I/BRD 1972, Regie: Constantin Costa-Gavras)
- Der Aufstand (BRD/CR 1980, Regie: Peter Lilienthal)
- Todesschwadronen: Wie Frankreich den Terror exportierte (Escadrons de la mort: L'école française, deutsch: Todesschwadronen: Die französische Schule, Dok, F 2003, Regie Marie-Monique Robin)